# Glyphodes quadrifascialis
Glyphodes quadrifascialis là một loài bướm đêm trong họ Crambidae.